# Distrito electoral federal 23 de la Ciudad de México
El XXIII Distrito Electoral Federal de Ciudad de México fue un antiguo distrito de Ciudad de México que existió entre 1961 y 2022. Fue suprimido durante el proceso de distritación de 2022 por criterios demográficos.
Desde la distritación de 2017, su territorio lo ocupa la sección poniente y central de la alcaldía Coyoacán.

## Distritaciones anteriores
El XXIII Distrito de Ciudad de México (entonces Distrito Federal) fue creado para la conformación de la XLV Legislatura que inició en 1961. Antonio Vargas Mc Donald fue el primer diputado federal electo por este distrito.

### Distritación 1978 - 1996
Para la distritación de mayo de 1978, el XXIII Distrito ocupó la totalidad de la delegación Cuajimalpa de Morelos y parte de Álvaro Obregón.

### Distritación 1996 - 2005
De 1996 a 2005 su territorio era una franja central de la entonces delegación Coyoacán.

### Distritación 2005 - 2017
De 2005 a 2017 el distrito ocupó el sector suroeste de la alcaldía al oeste de la Calzada de Tlalpan.

## Diputados por el distrito
| Diputado                        | Grupo parlamentario | Legislatura | Periodo     |
| ------------------------------- | ------------------- | ----------- | ----------- |
| Antonio Vargas Mc Donald        |                     | XLV         | 1961 - 1964 |
| Fernando González Piñón         |                     | XLVI        | 1964 - 1967 |
| Hilario Galguera Torres         |                     | XLVII       | 1967 - 1970 |
| Ignacio Herrerías Montoya       |                     | XLVIII      | 1970 - 1973 |
| Carlos Madrazo Pintado          |                     | XLIX        | 1973 - 1976 |
| Enrique Soto Izquierdo          |                     | L           | 1976 - 1979 |
| Cuauhtémoc de Anda Gutiérrez    |                     | LI          | 1979 - 1982 |
| Servio Tulio Acuña              |                     | LII         | 1982 - 1985 |
| Juan José Bremer                |                     | LIII        | 1985 - 1988 |
| Esther Kolteniuk Toyber         |                     | LIV         | 1988 - 1991 |
| Alfonso Rivera Domínguez        |                     | LV          | 1991 - 1994 |
| Óscar Levín Coppel              |                     | LVI         | 1994 - 1997 |
| Pablo Gómez Álvarez             |                     | LVII        | 1997 - 2000 |
| Miguel Bortolini Castillo       |                     | LVIII       | 2000 - 2003 |
| Pablo Gómez Álvarez             |                     | LIX         | 2003 - 2006 |
| Adrián Pedrozo Castillo         |                     | LX          | 2006 - 2009 |
| Mauricio Toledo Gutiérrez       |                     | LXI         | 2009 - 2012 |
| José Valentín Maldonado Salgado |                     | LXII        | 2012 - 2015 |
| Ariadna Montiel Reyes           |                     | LXIII       | 2015 - 2018 |
| Pablo Gómez Álvarez             |                     | LXIV        | 2018 - 2021 |
| Gabriel Quadri de la Torre      |                     | LXV         | 2021 - 2024 |

## Resultados electorales

### 2021
|  | 49.53 % |

|  | 40.26 % |

|  | 4.04 % |

|  | 1.14 % |

|  | 1.67 % |

|  | 0.58 % |

|  | 0.11 % |

|  | 2.63 % |

|  | 100.00 % |

### 2018
|  | 33.72 % |

|  | 8.36 % |

|  | 3.91 % |

|  | 1.54 % |

|  | 48.94 % |

|  | 0.09 % |

|  | 3.40 % |

|  | 100.00 % |

### 2015
|  | 12.05 % |

|  | 9.34 % |

|  | 29.58 % |

|  | 3.40 % |

|  | 4.27 % |

|  | 2.42 % |

|  | 21.97 % |

|  | 3.20 % |

|  | 5.09 % |

|  | 0.33 % |

|  | 8.30 % |

|  | 100.00 % |

### 2012
|  | 19.49 % |

|  | 18.14 % |

|  | 56.27 % |

|  | 2.45 % |

|  | 0.13 % |

|  | 3.49 % |

|  | 100.00 % |

### 2009
|  | 22.06 % |

|  | 12.73 % |

|  | 28.15 % |

|  | 6.90 % |

|  | 12.94 % |

|  | 2.16 % |

|  | 2.23 % |

|  | 0.60 % |

|  | 12.21 % |

|  | 100.00 % |

### 2006
|  | 25.25 % |

|  | 10.31 % |

|  | 54.10 % |

|  | 4.42 % |

|  | 4.04 % |

|  | 1.66 % |

|  | 100.00 % |